# Tiziano Terzani
Tiziano Terzani (né le 14 septembre 1938 à Florence et mort le 28 juillet 2004 à Orsigna, une frazione de la ville de Pistoia) est un écrivain et journaliste italien contemporain.
Il fut l'un des journalistes italiens les plus influents du magazine allemand Der Spiegel. Il raconte l'histoire de sa vie à son fils dans son livre intitulé La fine è il mio inizio (La fin est mon commencement), qui a fait l'objet d'une adaptation au cinéma sous le titre Le Grand Voyage de la vie en 2010.

## Biographie[2]

### Les premiers voyages
Terzani est né dans un quartier populaire de Florence. Alors qu'il pense dans un premier temps devenir mécanicien, son maître convainc ses parents de le laisser poursuivre des études ; il ira étudier le droit à l'université de Pise, avec l'idée de défendre les pauvres contre les riches. Il entre par la suite au Collegio medico-gioridico, une des sections de l'École normale supérieure de Pise. Il en ressort en 1961 diplômé d'un doctorat en droit, obtenu avec les félicitations du jury. Il part en compagnie d'Angela Staude, fille d'un peintre allemand qu'il a rencontrée à 17 ans, pour l'université de Leeds, mais tous les deux sont contraints de rentrer à la suite des ennuis de santé de la jeune fille.
En 1962, il entre chez Olivetti et épouse Angela. Le voyage qui le conduit au Japon en 1965 en tant que formateur est son premier contact avec l'Asie. Son travail lui permet de voyager notamment au Danemark, au Portugal, à Francfort ou encore en Hollande. Cependant, une carrière chez Olivetti, entreprise paternaliste dans laquelle un brillant avenir lui est promis ne l'enthousiasme guère. Il est fasciné par les événements qui marquent l'Asie : l'Inde de Gandhi et surtout la Chine de Mao.
De retour d'Afrique du Sud où il avait été envoyé, il choisit de raconter sa vision de l'apartheid dès son retour en Italie dans l'Astrolabio, un hebdomadaire de gauche. Son article soulève de nombreuses réactions, jusqu'à celle de l'ambassade sud-africaine à Rome, mais remporte un franc succès.
Le discours inattendu que Tiziano Terzani tient en 1966 devant des jeunes managers européens, à l'université de Bologne, où l'on parlait du Viêt Nam, ne permet pas a priori de deviner le déménagement qu'il effectuera avec sa femme aux États-Unis. En effet, son approche est plutôt celle d'un anti-américain et à l'homme qui lui demande pourquoi une telle position, il répond : « Sans doute parce que je ne connais pas l'Amérique. Je n'y suis jamais allé ». Cette réponse lui permet d'obtenir une bourse d'études de deux ans à l'université Columbia, où il étudie la culture de la Chine et sa langue.

### Les débuts du journaliste écrivain
1968 est l'année de beaucoup de changements, dans le monde entier. On le voit à travers les articles que Tiziano Terzani écrit sur l’Amérique, les élections, les Noirs, le mouvement de protestation contre la guerre du Viêt Nam, la marche sur Washington et les assassinats de Robert Kennedy et Martin Luther King, etc. Il reste rédacteur régulier pour l'Astrolabio à qui il envoie un article par semaine et fait aussi des stages au New York Times.
Tiziano Terzani obtient son master en relations internationales en 1969 et, avec sa femme, il décide de rentrer en Italie avec leur premier enfant, Folco. Il reste pendant dix-huit mois stagiaire au quotidien Il Giorno avant de rechercher dans de nombreuses rédactions un poste comme correspondant en Asie, partie du monde qui le fascine toujours. Le Spiegel, pour qui il travaillera pendant plus de trente ans, lui offre enfin cette opportunité.

### Du Vietnam à l'Inde
En décembre 1971, il part à Singapour, rejoint plus tard par sa femme et leurs deux enfants. Il y découvre alors tous les épisodes de la guerre du Viêt Nam, à Saigon mais aussi dans l'Indochine tout entière. Cette situation lui inspirera deux livres : Pelle di leopardo. Diario vietnamita di un corrispondente di guerra 1972-1973 et plus tard Giai Phong! La liberazione di Saigon.  Il y fait part de son enthousiasme à l'égard de l'indépendance, attitude pour laquelle il éprouvera une vive culpabilité par la suite. Un système de répression est en effet instauré peu de temps après la pacification du pays.
Il est l'un des rares journalistes à sortir vivant en 1975 de la prise de Pnom Penh par les Khmers rouges de Pol Pot et décide de partir à Hong-Kong, où il continue ardemment d'étudier la Chine sans pouvoir y entrer. C'est en 1979 que son vœu est finalement exaucé puisqu'il fait partie du premier groupe de journalistes autorisés à y entrer. Là, ses enfants sont scolarisés dans des écoles chinoises, sa femme et lui font tout pour s'intégrer à la population afin de ne pas se faire remarquer par les autorités.
Deux ans plus tard, il décide de raconter dans Holocaust in Kambodscha le récit de son voyage au Cambodge, pendant lequel il y découvre l'ampleur des dégâts causés.
Les choses se gâtent inévitablement à la suite des prises de position et des écrits sans fard qui ne peuvent que déplaire à la Chine. Tiziano Terzani est arrêté en février 1984, son appartement réquisitionné et sa femme révolté[Quoi ?]. Cette dernière, tout juste rentrée à Hong-Kong, parvient à faire pression auprès des ambassades pour obtenir la libération de son mari, mais aussi son expulsion. Rentré à Hambourg, il publie un article sévère, partial et incroyable pour l'Occident dans Der Spiegel, avec qui la collaboration frise alors la rupture. Les merveilles de la Chine et de sa culture, ternies par les contradictions du système socialiste maoïste font l'objet du livre écrit la même année et qui s'intitule La porta proibita.
En 1985, il choisit de s'installer avec sa famille au Japon, où il reste cinq ans. Sa vie là-bas est néanmoins marquée par une certaine dépression, causée par une société, qui, même si efficiente et réglée, préfère l'économie à sa culture ancestrale. Cette dernière était ce qui attirait Tiziano Terzani, justement fasciné par cette humanité et ce partage de valeurs. Le pays se démarque donc de la Chine, dans laquelle le journaliste se sentait épanoui, là où « tout est grand, la Muraille, les dimensions, la tragédie, les famines et les assassins, mais aussi l’esprit des hommes et la culture ! »
En août 1991, le putsch anti-Gorbatchev éclate à Moscou, mais lui ne ressent pas le besoin de venir assister à l'événement dans la capitale même. Il décide au contraire de parcourir pendant plusieurs mois la Sibérie, à la recherche de témoignages, desquels il s'aidera pour écrire son livre Buanotte, signor Lenin en 1992.
Puis il entreprend pour un an un voyage qui le réconcilie avec le continent asiatique, avec ses beautés, ses histoires, sa culture. Pendant un an, il évite de prendre l'avion, se souvenant de la prédiction d'un devin lors de son premier voyage à Hong-Kong : « En 1993, vous courrez le risque de mourir. Cette année-là, ne volez pas, ne prenez jamais l'avion. ». Et alors que le journal Der Spiegel continue de le soutenir, il s'éloigne un peu plus du journalisme en écrivant Un indovino mi disse ("Un devin m'a dit"), dans lequel il fait le récit de son fabuleux voyage. C'est au terme de ce dernier qu'il s'initie, en Thaïlande, à la méditation que lui enseigne... un ancien agent de la CIA. Sans toutefois prétendre en devenir un expert mais seulement un initié, cet apprentissage au silence bouscule sa vision de la vie et sa philosophie.
En 1994, lorsque le poste de Delhi se libère, Tiziano Terzani y voit une belle occasion pour lui de découvrir l'Inde, dont il rêve depuis qu'il a découvert Gandhi. Der Spiegel, qui cherche avant tout qu'on parle de modernisation du pays ou bien par exemple de l'émergence des experts indiens en informatique, est assez déçu par la façon dont l'homme dévoile le quotidien indien. Tiziano Terzani y découvre aussi « le fil de la vie ».

### Face au cancer
En 1997, on lui diagnostique un cancer. Tout en se faisant soigner par des cancérologues américains, il se retire dans l'Himalaya dans un logement sans eau ni électricité pour s'adonner à la méditation. Son expérience du cancer lui inspirera un livre, Un altro giro di giostra (« Un autre tour de manège »). Après le 11 septembre 2001, il prend position contre l'intervention occidentale en Afghanistan et en Iraq (lettere contro la guerra). À la fin de sa vie, il écrit en collaboration avec son fils Folco un livre bilan sur sa vie, La fine è il mio inizio (« La fin est mon commencement »).
Un prix Terzani a été créé en sa mémoire. Il récompense depuis 2004 l'auteur d'une œuvre qui traite des relations interculturelles, en particulier entre Orient et Occident.

## Ouvrages

### Originaux en italien
- Pelle di leopardo. Diario vietnamita di un corrispondente di guerra 1972-1973, 1973]
- Giai Phong! La liberazione di Saigon, 1976
- La porta proibita, 1984
- Buonanotte, signor Lenin, 1992
- Un indovino mi disse, 1995
- In Asia, 1998
- Lettere contro la guerra, 2002
- Un altro giro di giostra, 2004
- La fine è il mio inizio, 2006
- Fantasmi, 2008

### Traduits en français
- La Chute de Saïgon : 30 avril 1975 [« Giai Phong! La liberazione di Saigon »], Fayard, 1977, 367 p. (ISBN 978-2-213-00462-4)
- Un devin m'a dit : Voyages en Asie [« Un indovino mi disse »], Maisonneuve & Larose, 1997, 499 p. (ISBN 978-2-7068-1249-1) ; réédition Éditions Intervalles, 2010, 459 p.,  (ISBN 978-2916355412), réédition poche Éditions Intervalles, 2015, 464 p.  (ISBN 978-2-36956-014-2)
- Lettres contre la guerre [« Lettere contro la guerra »], Liana Levi, 2002, 184 p. (ISBN 978-2-86746-308-2) ; réédition Éditions Intervalles, 2015, 160 p.,  (ISBN 9782369560272)
- La fin est mon commencement : Un père raconte à son fils le grand voyage de sa vie [« La fine è il mio inizio »]  (trad. de l'italien), Paris, Les Arènes, 2008, 492 p. (ISBN 978-2-35204-064-4, présentation en ligne) ; édition poche Points, 2010, 536 p.,  (ISBN 978-2757816271)
- Un autre tour de manège  (trad. de l'italien), Paris, Intervalles, 2015, 523 p. (ISBN 978-2-36956-015-9)
- Bonne nuit, Monsieur Lénine (trad. de l'italien), Paris, Intervalles, 2022, 336 p.  (ISBN 978-2-36956-310-5)
- En Amérique (1967-1968) (trad.de l'italien), Paris, Intervalles, 2023, 352 p.  (ISBN 978-2-36956-334-1)

## Adaptation à l'écran
- Le film Le Grand Voyage de la vie (Das Ende ist mein Anfang) de Jo Baier (2010), avec Bruno Ganz et Elio Germano, est adapté de son livre La fine è il mio inizio et reprend ses confidences à son fils.

## Honneur
L'astéroïde (199677) Terzani porte son nom.